# Lijst van beschermd erfgoed in de gemeente Schifflange
In deze lijst van beschermd erfgoed in de gemeente Schifflange zijn alle geclassificeerde nationale monumenten van de Luxemburgse gemeente Schifflange opgenomen.

## Monumenten per plaats

### Schifflange
| Object        | Bouwjaar/architect | Locatie                                                 | Datum beschermd?       | Coördinaten | Afbeelding |
| ------------- | ------------------ | ------------------------------------------------------- | ---------------------- | ----------- | ---------- |
| Oude pastorie |                    | rue E. Heynen 6                                         | 11 juli 2008 (MN)      |             |            |
| Gebouwen      |                    | avenue de Libération 58-60                              | 8 september 2009 (IS)  |             |            |
| Gebouw        |                    | avenue de Libération 64                                 | 8 september 2009 (IS)  |             |            |
| Gebouw        |                    | avenue de Libération 66                                 | 29 september 2009 (IS) |             |            |
| Gebouw        |                    | avenue de Libération 68                                 | 14 oktober 2009 (IS)   |             |            |
| Gebouw        |                    | avenue de Libération 67                                 | 8 september 2009 (IS)  |             |            |
| Gebouw        |                    | avenue de Libération 70                                 | 8 september 2009 (IS)  |             |            |
| Watertoren    |                    | Cadastersect. A, Nr.4153/11641, voormalig Metze Schmelz | 9 augustus 2012 (IS)   |             |            |

## Bron
- Liste des immeubles et objets classés monuments nationaux ou inscrits à l'inventaire supplémentaire